# Saint-Mesmin, Dordogne
Saint-Mesmin är en kommun i departementet Dordogne i regionen Nouvelle-Aquitaine i sydvästra Frankrike. Kommunen ligger i kantonen Excideuil som tillhör arrondissementet Périgueux. År 2022 hade Saint-Mesmin 334 invånare.

## Befolkningsutveckling
Antalet invånare i kommunen Saint-Mesmin
Referens:INSEE